# Klein Stanisch
Klein Stanisch (polnisch Staniszcze Małe, 1936–45 Klein Zeidel) ist eine Ortschaft in Oberschlesien. Der Ort liegt in der Stadt-und-Land-Gemeinde Colonnowska im Powiat Strzelecki in der Woiwodschaft Oppeln.

## Geographie

### Geographische Lage
Der Ort Klein Stanisch liegt sechs Kilometer westlich vom Gemeindesitz Colonnowska, etwa 22 Kilometer nördlich von der Kreisstadt Strzelce Opolskie (Groß Strehlitz) und 32 Kilometer östlich von der Woiwodschaftshauptstadt Opole (Oppeln). Der Ort liegt in der Nizina Śląska (Schlesischen Tiefebene) innerhalb der Równina Opolska (Oppelner Ebene).
Das Dorf liegt am linken Ufer der Malapane, einem rechten Zufluss der Oder. Südlich des Ortes liegen weitläufige Waldgebiete. Klein Stanisch liegt an der Tarnowskie Góry–Opole.

### Nachbarorte
Nachbarorte von Klein Stanisch sind im Westen Krasiejów (Krascheow) und im Osten Groß Stanisch (Staniszcze Wielkie).

## Geschichte

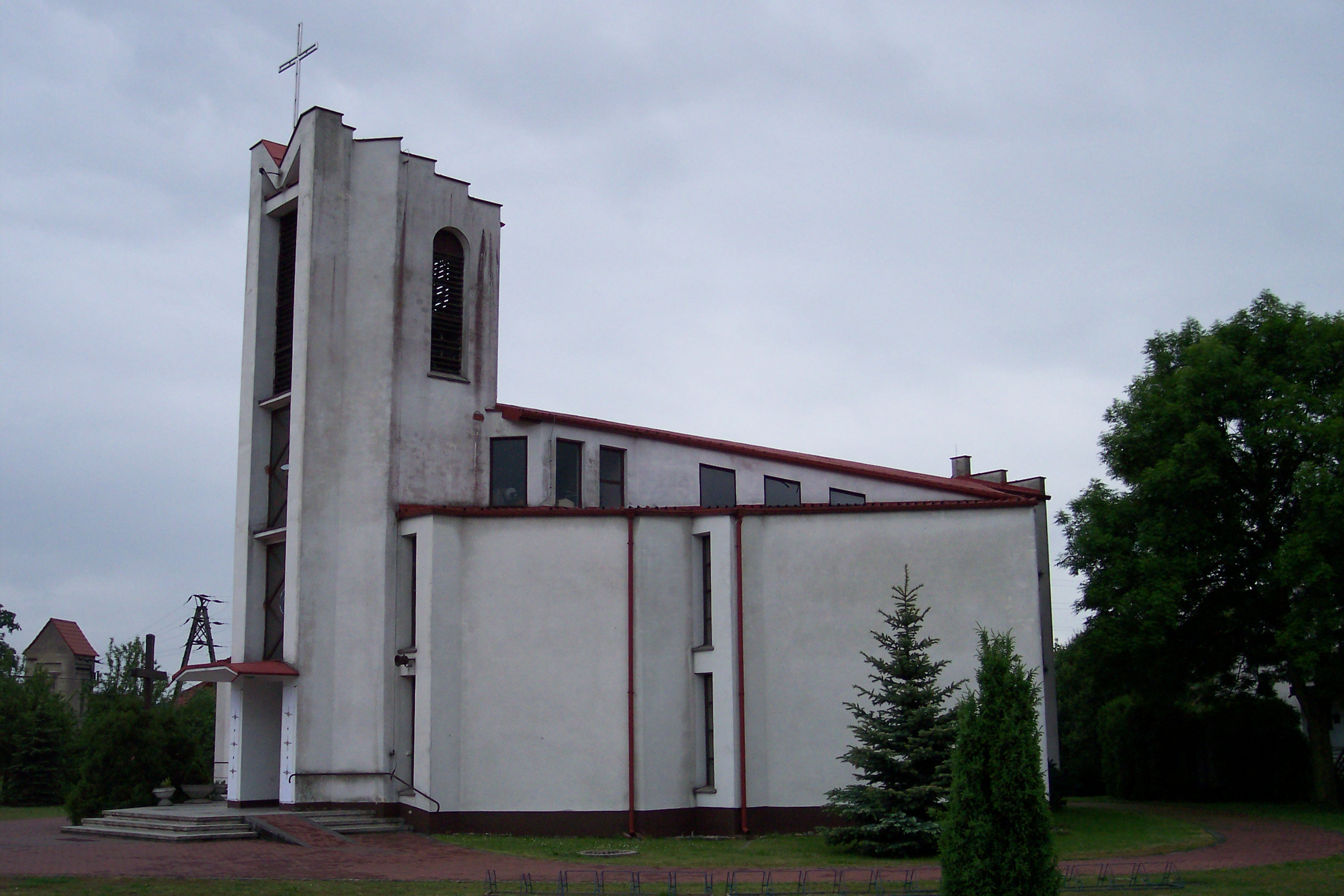
Heilig-Geist-Kirche

Die Ortschaft stammt aus dem Beginn des 14. Jahrhunderts. Der Ortsname stammt von einem Personennamen ab.
Nach der Neuorganisation der Provinz Schlesien gehörte die Landgemeinde Klein Stanisch ab 1816 zum Landkreis Groß Strehlitz im Regierungsbezirk Oppeln. 1819 wurde im Ort eine katholische Schule eingerichtet. 1845 bestanden in Ort zwei Wassermühlen, eine Schmiede sowie 99 Häuser. Im gleichen Jahr zählte Klein Stanisch 661 Einwohner, davon einer evangelisch. 1861 zählte das Dorf 669 Einwohner. 1874 wurde der Amtsbezirk Colonowska gegründet, welcher die Landgemeinden Bendawitz, Bernhardshütte, Bronder Mühle, Brzinitzka, Colonowska, Drzymalla, Gräflich Carmerau, Groß Stanisch, Klein Stanisch, Kowolewska, Malapartus, Mischline, Rogolowietz, Vossowska Bahnhof, Vossowska Hütte und Wysranietz Weiler und die Gutsbezirke Cunten und der Kolonie Harraschowska umfasste.
1905 wurde der Ort beim Hochwasser der Malapane überschwemmt. Bei der Volksabstimmung am 20. März 1921 stimmten 109 Einwohner für Deutschland und 383 für Polen. Klein Stanisch verblieb nach 1922 in der Weimarer Republik. 1933 lebten in Klein Stanisch 1016 Einwohner. Ab 1933 führten die neuen nationalsozialistischen Machthabern groß angelegte Umbenennungen von Ortsnamen slawischen Ursprungs durch. Am 3. Juli 1936 wurde der Ort in Klein Zeidel umbenannt. 1939 lebten in Klein Zeidel 1030 Einwohner. Bis 1945 befand sich der Ort im Landkreis Groß Strehlitz.
1945 kam der Ort unter polnische Verwaltung und wurde in Staniszcze Małe umbenannt. 1950 kam der Ort zur Woiwodschaft Oppeln. 1999 kam der Ort zum wiedergegründeten Powiat Strzelecki. Im November 2008 erhielt der Ort den zusätzlichen amtlichen deutschen Ortsnamen Klein Stanisch.

## Sehenswürdigkeiten
- Die römisch-katholische Heilig-Geist-Kirche (poln. Kościół Ducha Świętego) wurde zwischen 1981 und 1984 erbaut.
- St. Urban Kapelle
- Alte Dorfschule aus Backstein
- Denkmal für die Gefallenen beider Weltkriege
- Statue des Hl. Florians

## Vereine
- Deutscher Freundschaftskreis
- Freiwillige Feuerwehr OSP Staniszcze Małe
- Fußballverein LZS Staniszcze Małe